# Weißkehlkarakara
Der Weißkehlkarakara (Daptrius albogularis) ist eine Art der Geierfalken (Polyborini), die in den südlichen Anden, an der Pazifikküste des südlichen Chile und auf Feuerland verbreitet ist. Im Norden reicht das Verbreitungsgebiet bis zur argentinischen Provinz Neuquén.

## Merkmale
Der Weißkehlkarakara ist auf der Kopfoberseite, dem Rücken und den Oberseiten der Flügel schwarz gefärbt, wobei diese schwarze Tönung nicht so glänzt wie bei seinen nahen Verwandten. Auch die Unterschwanzdecken sind schwarz. Kehle, Brust, Bauch, die Oberschwanzdecken und die Schwanzspitze sind weiß. Die Wachshaut ist gelb-orange, die Beine und Füße sind gelb. Bei Jungvögeln sind sowohl die Gesichtshaut als auch die Beine und Füße bläulich-weiß gefärbt. Die Iris ist braun. Die mittelgroßen Karakaras werden 49 bis 55 Zentimeter lang, die Flügelspannweite beträgt 110 bis 125 Zentimeter. Die Handschwingen sind lang und im Flug deutlich gefingert. Männchen und Weibchen unterscheiden sich nicht, letztere werden in der Regel etwas schwerer.

## Lebensraum und Lebensweise

Das Verbreitungsgebiet des Weißkehlkarakaras

Der Weißkehlkarakara lebt in feuchten, von Südbuchen (Nothofagus) dominierten Wäldern und an offenen, vegetationslosen Berghängen. Im Norden des Verbreitungsgebietes kommen die Vögel bis in Höhen von 3000 Metern vor, im Süden leben sie auch an der Pazifikküste. Die Ernährung des Weißkehlkarakaras ist bisher nicht näher untersucht worden, es ist aber bekannt, dass er ein breites Nahrungsspektrum hat und das auch Aas dazu gehört. Auch über die Fortpflanzungsbiologie des Weißkehlkarakaras ist kaum etwas bekannt. Er soll im Oktober und November brüten. Das aus Zweigen bestehende Nest wird auf Felsvorsprüngen errichtet. Das Gelege soll aus 2 bis 3 Eiern bestehen.

## Systematik
Der Weißkehlkarakara wurde 1837 durch den britischen Ornithologen John Gould unter der Bezeichnung Polyborus albogularis erstmals wissenschaftlich beschrieben. Lange Zeit wurde er als Unterart des Bergkarakaras angesehen und zusammen mit diesem der Gattung Phalcoboenus zugeordnet. Die Gattungen Phalcoboenus und Milvago wurden 2015 durch Jérôme Fuchs und Mitarbeiter mit Daptrius synonymisiert. Innerhalb der Gattung Daptrius bildet der Weißkehlkarakara zusammen mit dem Bergkarakara (Daptrius megalopterus) und dem Streifenkarakara (Daptrius carunculatus) eine Superspezies. Einige Wissenschaftler rechnen auch den Falklandkarakara (Daptrius australis) zu dieser Superspezies, womit sie den Umfang der Gattung Phalcoboenus hätte.

## Gefährdung
Der Weißkehlkarakara gilt als ungefährdet, da er ein relativ großes Verbreitungsgebiet von mehr als 20.000 km² hat. Der Bestand wird auf etwa 10.000 ausgewachsene Exemplare geschätzt. Der Weißkehlkarakara kommt auch in den argentinischen Nationalparks Los Glaciares und Perito Moreno vor. Der Lebensraum der Art ist kaum von Störungen durch den Menschen betroffen.